# Cristiano Biraghi
Cristiano Biraghi (Cernusco sul Naviglio, 1 de septiembre de 1992) es un futbolista italiano que juega de defensa en el Torino F. C. de la Serie A.

## Trayectoria

### Inicios e Inter de Milán
Empezó a formarse como futbolista a la edad de siete años con el Atalanta BC. Después de cuatro años pasó a formar parte de la disciplina del Inter de Milán, con el que disputó varios torneos a nivel juvenil. Además permaneció un año en calidad de cedido en el SSD Pro Sesto. Ya de vuelta en el Inter, dio el salto al primer equipo de la mano de Rafael Benítez. El 24 de noviembre de 2010, con 18 años, debuta con el primer equipo tras sustituir a Goran Pandev en el último minuto del partido contra el FC Twente en la Liga de Campeones de la UEFA.

### Juve Stabia, Cittadella y Catania
El 8 de julio de 2011 el Inter cedió a Biraghi una temporada al Juve Stabia. Hizo su debut en liga el 27 de agosto nen un partido que finalizó por 2-1 contra el Empoli FC tras sustituir a Antonio Zito en el minuto 18. Acabó su andadura en el equipo tras once partidos de liga, y en mayo de 2012 volvió al Inter.
El 23 de junio de 2012 se fue de nuevo en calidad de cedido, esta vez al AS Cittadella. Debutó el 12 de agosto contra el Carrarese Calcio en un partido de la Copa Italia que acabó por 2-0. Su debut en liga ocurrió el 25 de agosto en un partido contra el AS Bari, terminado por 2-1. Jugó un total de 36 partidos entre liga y copa.
El 2 de septiembre de 2013 se marchó cedido al Catania Calcio, quedando la mitad de los derechos del jugador para el Cittadella, mientras que la otra mitad fue propiedad del Inter. El Catania, a su vez, dio la mitad de los derechos de Alfredo Donnarumma. Jugó 23 partidos de liga, sin poder evitar el descenso del club a la segunda división.

### Chievo Verona y Granada

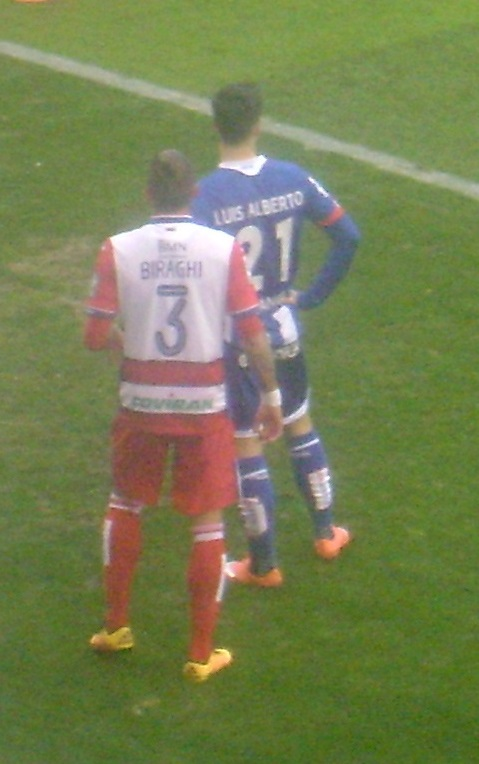
Biraghi durante su etapa en el Granada CF.

El 6 de julio de 2014 se marchó en calidad de cedido al Chievo Verona, con la fórmula de la bienal de préstamos, y debutó el 30 de agosto, en la primera jornada de liga contra la Juventus. Jugó un total de 18 partidos con el club italiano.
El 26 de agosto de 2015 se fue cedido por un año al Granada CF de la Primera División de España. En el Granada, se convirtió en una pieza clave, y en el lateral izquierdo titular, batiendo en ese puesto a Salva Ruiz, también fichado en verano.

### Pescara y Fiorentina
Tras dejar el Granada se marchó al Pescara Calcio. Con el Pescara realizó una buena temporada lo que le llevó hasta la Fiorentina.
Con la Fiorentina disputó 34 partidos en la Serie A en los que además marcó un gol. Su buen rendimiento continuó además en la temporada 2018-19 lo que le llevó a ser convocado por primera vez con la selección de fútbol de Italia. Con la selección debutó en la primera jornada de la Liga de Naciones de la UEFA 2018-19 frente a la selección de fútbol de Polonia en la que partió del equipo titular.

### Inter de Milán
El 29 de agosto de 2019 el defensa llegó cedido por un año al Inter de Milán con opción de compra desde la Fiorentina.

## Estadísticas

### Clubes
Actualizado al último partido disputado el 7 de noviembre de 2024.
| Club                         | Div.          | Temporada     | Liga  | Liga  | Copas nacionales | Copas nacionales | Copas internacionales | Copas internacionales | Total | Total |
| Club                         | Div.          | Temporada     | Part. | Goles | Part.            | Goles            | Part.                 | Goles                 | Part. | Goles |
| ---------------------------- | ------------- | ------------- | ----- | ----- | ---------------- | ---------------- | --------------------- | --------------------- | ----- | ----- |
| Inter de Milán · Italia      | 1.ª           | 2010-11       | 0     | 0     | 0                | 0                | 2                     | 0                     | 2     | 0     |
| S. S. Juve Stabia · Italia   | 2.ª           | 2011-12       | 11    | 0     | 1                | 0                | ―                     | ―                     | 12    | 0     |
| S. S. Juve Stabia · Italia   | Total club    | Total club    | 11    | 0     | 1                | 0                | 0                     | 0                     | 12    | 0     |
| A. S. Cittadella · Italia    | 2.ª           | 2012-13       | 33    | 0     | 3                | 0                | ―                     | ―                     | 36    | 0     |
| A. S. Cittadella · Italia    | Total club    | Total club    | 33    | 0     | 3                | 0                | 0                     | 0                     | 36    | 0     |
| Calcio Catania · Italia      | 1.ª           | 2013-14       | 23    | 0     | 0                | 0                | ―                     | ―                     | 23    | 0     |
| Calcio Catania · Italia      | Total club    | Total club    | 23    | 0     | 0                | 0                | 0                     | 0                     | 23    | 0     |
| A. C. Chievo Verona · Italia | 1.ª           | 2014-15       | 18    | 0     | 1                | 0                | ―                     | ―                     | 19    | 0     |
| A. C. Chievo Verona · Italia | Total club    | Total club    | 18    | 0     | 1                | 0                | 0                     | 0                     | 19    | 0     |
| Granada C. F. · España       | 1.ª           | 2015-16       | 32    | 0     | 1                | 0                | ―                     | ―                     | 33    | 0     |
| Granada C. F. · España       | Total club    | Total club    | 32    | 0     | 1                | 0                | 0                     | 0                     | 33    | 0     |
| Delfino Pescara · Italia     | 1.ª           | 2016-17       | 35    | 1     | 2                | 0                | ―                     | ―                     | 37    | 1     |
| Delfino Pescara · Italia     | Total club    | Total club    | 35    | 1     | 2                | 0                | 0                     | 0                     | 37    | 1     |
| ACF Fiorentina · Italia      | 1.ª           | 2017-18       | 34    | 1     | 1                | 0                | ―                     | ―                     | 35    | 1     |
| ACF Fiorentina · Italia      | 1.ª           | 2018-19       | 36    | 1     | 4                | 0                | ―                     | ―                     | 40    | 1     |
| Inter de Milán · Italia      | 1.ª           | 2019-20       | 26    | 2     | 3                | 0                | 8                     | 1                     | 37    | 3     |
| Inter de Milán · Italia      | Total club    | Total club    | 26    | 2     | 3                | 0                | 10                    | 1                     | 39    | 3     |
| ACF Fiorentina · Italia      | 1.ª           | 2020-21       | 35    | 1     | 3                | 0                | ―                     | ―                     | 38    | 1     |
| ACF Fiorentina · Italia      | 1.ª           | 2021-22       | 37    | 4     | 5                | 1                | ―                     | ―                     | 42    | 5     |
| ACF Fiorentina · Italia      | 1.ª           | 2022-23       | 33    | 2     | 4                | 0                | 15                    | 1                     | 52    | 3     |
| ACF Fiorentina · Italia      | 1.ª           | 2023-24       | 29    | 2     | 4                | 0                | 13                    | 1                     | 46    | 3     |
| ACF Fiorentina · Italia      | 1.ª           | 2024-25       | 8     | 1     | 0                | 0                | 4                     | 0                     | 12    | 1     |
| ACF Fiorentina · Italia      | Total club    | Total club    | 212   | 12    | 21               | 1                | 32                    | 2                     | 265   | 15    |
| Total carrera                | Total carrera | Total carrera | 390   | 15    | 32               | 1                | 42                    | 3                     | 464   | 19    |

## Palmarés

### Campeonatos nacionales
| Título              | Club           | País   | Año  |
| ------------------- | -------------- | ------ | ---- |
| Supercopa de Italia | Inter de Milán | Italia | 2010 |
| Copa Italia         | Inter de Milán | Italia | 2011 |

### Campeonatos internacionales
| Título                            | Club           | País                   | Año  |
| --------------------------------- | -------------- | ---------------------- | ---- |
| Copa Mundial de Clubes de la FIFA | Inter de Milán | Emiratos Árabes Unidos | 2010 |